# Vârf (curbă)

O elipsă (cu roșu) și evoluta sa (cu albastru). Punctele sunt vârfurile curbei (elipsei), fiecare corespunzând unui Punct de întoarcere al evolutei

În geometria curbelor plane, un vârf este un punct în care prima derivată a curburii este zero. Acesta este de obicei un maxim sau minim al curburii, iar unii autori definesc mai precis un vârf ca fiind un punct extrem local al curburii. Totuși, pot apărea și alte cazuri particulare, de exemplu atunci când derivata a doua este și ea zero, sau când curbura este constantă. Pe de altă parte, la curbele în spațiu, un vârf este un punct în care torsiunea este nulă (dispare).

## Exemple
O hiperbolă are două vârfuri, câte unul pe fiecare ramură; sunt cele mai apropiate dintre oricare două puncte situate pe ramuri opuse ale hiperbolei și se află pe axa principală. Pe o parabolă, singurul vârf se află pe axa de simetrie și într-o expresie de gradul al doilea de forma:
{\displaystyle ax^{2}+bx+c}
poate fi găsit prin completarea pătratului⁠(d) sau prin derivare. Pe o elipsă, două dintre cele patru vârfuri se află pe axa majoră și două pe axa minoră.
La un cerc, care are curbura constantă, orice punct este un vârf.

## Puncte de întoarcere și cercuri osculatoare
Vârfurile sunt puncte în care curba are contact în 4 puncte cu cercul osculator în acel punct. Prin contrast, punctele generice de pe o curbă au de obicei doar contact în 3 puncte cu cercul lor osculator. Generic, evoluta unei curbe va avea un punct de întoarcere când curba are un vârf; alte singularități mai degenerate și mai stabile pot apărea la vârfuri de ordin superior, unde cercul osculator are un contact de ordin mai mare decât patru. Deși o singură curbă generică nu va are vârfuri de ordin superior, generic acestea vor apărea într-o familie de curbe cu un parametru, la curba din familie la care două vârfuri generice se unesc pentru a forma un vârf superior și apoi se anihilează.
Mulțimea simetricelor unei curbe are puncte de capăt în punctele de întoarcere corespunzătoare vârfurilor, iar axa mediană, o submulțime a mulțimii simetricelor, are și ea punctele de capăt în punctele de întoarcere.

## Alte proprietăți
Conform clasicei teoreme ale celor patru vârfuri⁠(d), fiecare curbă plană simplă netedă și închisă trebuie să aibă cel puțin patru vârfuri. Un fapt mai general este că fiecare curbă simplă în spațiu închisă care se află pe frontiera unui corp convex, sau chiar mărginește un disc local convex, trebuie să aibă patru vârfuri. Orice curbă de lățime constantă⁠(d) trebuie să aibă cel puțin șase vârfuri.
Dacă o curbă plană este simetrică bilateral, aceasta va avea un vârf în punctul sau punctele în care axa de simetrie intersectează curba. Astfel, noțiunea de vârf al unei curbe este strâns legată de punctul în care o axă optică traversează suprafața unei lentile.